# حالة الحرب: التاريخ السري لوكالة المخابرات المركزية وإدارة بوش
حالة الحرب: التاريخ السري لوكالة المخابرات المركزية وإدارة بوش هو مراجعة وثائقية كتبها الصحفي الأمريكي الحائز على جائزة بوليتزر لصحيفة نيويورك تايمز جيمس رايزن. صدر الكتاب في 3 يناير 2006.

## محتوى
أجرى الكتاب تحقيقات مهمة في أنشطة وكالة المخابرات المركزية ويذكر أن وكالة المخابرات المركزية نفذت عملية في عام 2000 (عملية مرلين) تهدف إلى تأخير برنامج الأسلحة النووية المزعوم لإيران من خلال تزويده بمخططات معيبة للمكونات الرئيسية المفقودة - التي جاءت بنتائج عكسية وربما ساعدت إيران بالفعل، حيث من المحتمل أن يكون الخلل قد اكتشفه عالم نووي سوفيتي سابق وصححه في العملية المستخدمة لإجراء التسليم. في أوائل عام 2003، امتنعت صحيفة نيويورك تايمز عن نشر القصة بعد تدخل مستشارة الأمن القومي كوندوليزا رايس مع المحرر التنفيذي لصحيفة نيويورك تايمز هويل رينز.
يكتب رايزن في كتابه أن «العديد من العملاء الإيرانيين لوكالة المخابرات المركزية تم اعتقالهم وسجنهم، بينما لا يزال مصير البعض الآخر مجهولاً»، بعد أن أرسل مسؤول في وكالة المخابرات المركزية عام 2004 إلى عميل إيراني رسالة إلكترونية مشفرة، تتضمن عن طريق الخطأ بيانات يمكن أن تحدد «تقريبًا كل جاسوس لدى وكالة المخابرات المركزية داخل إيران». كان الإيراني عميلا مزدوجا وسلم المعلومات للمخابرات الإيرانية. كما نفى مسؤول مخابرات ذلك. كما يزعم رايزن أن إدارة بوش مسؤولة عن تحويل أفغانستان إلى «دولة مخدرات» توفر 80٪ من إمدادات الهيروين في العالم.

## استدعاء رايزن
تم استدعاء رايزن مرتين للكشف عن مصادره للكتاب، أولاً من قبل إدارة جورج دبليو بوش ثم من قبل إدارة باراك أوباما. رفض رايزن القيام بذلك في المرتين، ولكن في يناير 2011، زُعم أن عميل وكالة المخابرات المركزية السابق جيفري ألكسندر ستيرلنغ سرب بشكل غير قانوني معلومات سرية إلى رايزن حول تورط الوكالة في برنامج إيران النووي. أدين ستيرلينغ وقضى عامين في السجن؛ يحافظ على براءته.